# Liège-Bastogne-Liège féminin 2023
Cet article concerne l'édition féminine de Liège-Bastogne-Liège. Pour la course masculine, voir Liège-Bastogne-Liège 2023.
La 7e édition du Liège-Bastogne-Liège féminin a lieu le 23 avril 2023. C'est la quatorzième épreuve de l'UCI World Tour féminin. Elle est remportée par la Néerlandaise Demi Vollering.

## Équipes
| UCI Women's WorldTeams (15)- Canyon-SRAM Racing - Team DSM - EF Education-TIBCO-SVB - Fenix-Deceuninck - FDJ-Suez - Human Powered Health - Israel-Premier Tech Roland - Team Jumbo-Visma - Liv Racing TeqFind - Movistar Team - SD Worx - Team Jayco AlUla - Trek-Segafredo - UAE Team ADQ - Uno-X Pro Cycling Team Équipes féminines continentales (7)- AG Insurance - Soudal Quick-Step Team - Ceratizit-WNT Pro Cycling - Cofidis - Coop-Hitec Products - Duolar-Chevalmeire - Lifeplus Wahoo - Parkhotel Valkenburg Équipe féminine continentale- Arkéa Pro Cycling Team |
| |

## Parcours
Partant de la ville ardennaise de Bastogne, le parcours long de 140 km rejoint Liège après avoir gravi huit côtes répertoriées ,:
| Num | Nom                                 | km    | Longueur (m) | Pente moyenne | km de l'arrivée |
| --- | ----------------------------------- | ----- | ------------ | ------------- | --------------- |
| 1   | Côte de Wanne                       | 55    | 3 600        | 5,1 %         | 85              |
| 2   | Côte de Stockeu                     | 61,6  | 1 000        | 12,5 %        | 78,4            |
| 3   | Côte de la Haute-Levée              | 65,8  | 2 200        | 7,5 %         | 74,2            |
| 4   | Col du Rosier                       | 80    | 4 400        | 5,9 %         | 60              |
| 5   | Col de Desnié                       | 93,3  | 1 600        | 8,1 %         | 46,7            |
| 6   | Côte de La Redoute                  | 106,1 | 1 600        | 9,4 %         | 33,9            |
| 7   | Côte des Forges (Stèle Stan Ockers) | 116,8 | 1 300        | 7,8 %         | 23,2            |
| 8   | Côte de la Roche aux faucons        | 126,7 | 1 300        | 11 %          | 13,3            |

## Favorites
Annemiek van Vleuten, la vainqueur sortante, s'il n'a pas encore gagné en 2023, peut s'imposer de nouveau sur cette course qui lui correspond bien. Elle doit faire face à Demi Vollering qui vient de remporter l'Amstel Gold Race et la Flèche wallonne. Silvia Persico, qui a remporté la Flèche brabançonne, et Liane Lippert, coéquipière de Van Vleuten et en grande forme, sont les principales outsiders.

## Récit de la course

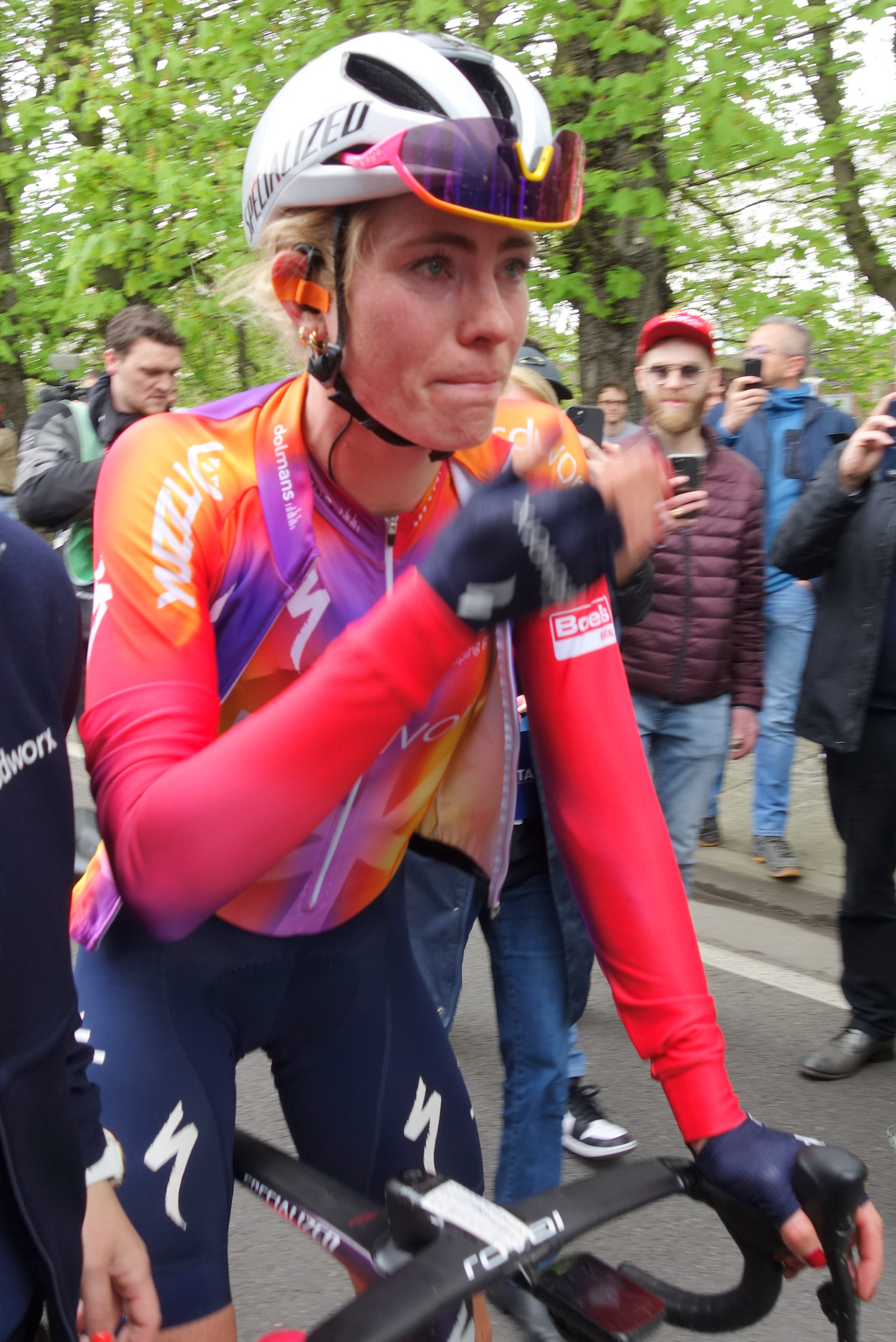
Demi Vollering après le passage de la ligne

Séverine Eraud est la première échappée. Son avance atteint les deux minutes vingt-cinq avant qu'elle ne soit reprise dans la côte de Mont-le-Soie. La côte de Stockeu permet à Amanda Spratt, Marlen Reusser, Katarzyna Niewiadoma, Esmée Peperkamp et Anna Henderson de s'échapper. Elles comptent jusqu'à une minute quinze d'avance, quand la formation Movistar lance la poursuite. Katarzyna Niewiadoma est victime d'une crevaison juste avant la côte de La Redoute. Dans celle-ci, Marlen Reusser distance ses compagnons d'échappée. Derrière, Annemiek van Vleuten accélère. Cependant, le peloton se reforme avec la Suissesse toujours à l'avant. Liane Lippert et Ricarda Bauernfeind passent à l'offensive, mais on ne les laisse pas partir. Reusser a alors une minute quarante d'avance. Dans la côte des Forges, Lippert récidive avec Elise Chabbey, Mavi Garcia, Demi Vollering et Niamh Fisher-Black. Des coureuses reviennent ensuite de l'arrière. À vingt-et-un kilomètre de la ligne, Amanda Spratt est reprise. Trek-Segafredo décide alors de lancer la chasse. Shirin van Anrooij et Elisa Longo Borghini entament la côte de la Roche-aux-Faucons avec quelques mètres d'avance. Elisa Longo Borghini hausse le rythme. Derrière, les autres favorites réagissent. Reusser est reprise au sommet par Longo Borghini, Chabbey, Vollering, Van Vleuten et Gaia Realini. La Suissesse lance néanmoins une attaque dans la descente. Elle est suivie par Longo Borghini. Riejanne Markus revient de l'arrière sur le groupe de poursuite. Dans le faux-plat suivant la Roche-aux-Faucons, Van Vleuten tente de revenir sur l'avant, mais c'est Demi Vollering qui y parvient à onze kilomètres du but. L'accélération de Vollering distance Reusser. Le duo n'est plus repris. Le sprint est lancé à cent-cinquante mètres par Longo Borghini, mais Vollering se montre plus rapide. Reusser règle le groupe de poursuite.

## Classements

### Classement final
| \| Classement général \| Classement général \| Classement général \| Classement général \| Classement général \| \| Coureuse \| Coureuse \| Pays \| Équipe \| Temps \| \| ------------------ \| -------------------- \| ------------------ \| ------------------ \| ------------------ \| \| 1re \| Demi Vollering \| Pays-Bas \| SD Worx \| 3 h 50 min 47 s \| \| 2e \| Elisa Longo Borghini \| Italie \| Trek-Segafredo \| + 0 s \| \| 3e \| Marlen Reusser \| Suisse \| SD Worx \| + 22 s \| \| 4e \| Riejanne Markus \| Pays-Bas \| Team Jumbo-Visma \| + 22 s \| \| 5e \| Elise Chabbey \| Suisse \| Canyon-SRAM Racing \| + 22 s \| \| 6e \| Annemiek van Vleuten \| Pays-Bas \| Movistar Team \| + 22 s \| \| 7e \| Gaia Realini \| Italie \| Trek-Segafredo \| + 25 s \| \| 8e \| Liane Lippert \| Allemagne \| Movistar Team \| + 1 min 24 s \| \| 9e \| Soraya Paladin \| Italie \| Canyon-SRAM Racing \| + 1 min 24 s \| \| 10e \| Niamh Fisher-Black \| Nouvelle-Zélande \| SD Worx \| + 1 min 24 s \| |                      |                  |                    |                 |
| |                      |                  |                    |                 |
| Source : ProCyclingStats |                      |                  |                    |                 |
| Classement général |                      |                  |                    |                 |
| Coureuse | Coureuse             | Pays             | Équipe             | Temps           |
| 1re | Demi Vollering       | Pays-Bas         | SD Worx            | 3 h 50 min 47 s |
| 2e | Elisa Longo Borghini | Italie           | Trek-Segafredo     | + 0 s           |
| 3e | Marlen Reusser       | Suisse           | SD Worx            | + 22 s          |
| 4e | Riejanne Markus      | Pays-Bas         | Team Jumbo-Visma   | + 22 s          |
| 5e | Elise Chabbey        | Suisse           | Canyon-SRAM Racing | + 22 s          |
| 6e | Annemiek van Vleuten | Pays-Bas         | Movistar Team      | + 22 s          |
| 7e | Gaia Realini         | Italie           | Trek-Segafredo     | + 25 s          |
| 8e | Liane Lippert        | Allemagne        | Movistar Team      | + 1 min 24 s    |
| 9e | Soraya Paladin       | Italie           | Canyon-SRAM Racing | + 1 min 24 s    |
| 10e | Niamh Fisher-Black   | Nouvelle-Zélande | SD Worx            | + 1 min 24 s    |

### UCI World Tour

#### Points attribués
| Position           | 1er | 2e  | 3e  | 4e  | 5e  | 6e  | 7e  | 8e  | 9e | 10e | 11e | 12e | 13e | 14e | 15e | 16e à 20e | 21e à 30e | 31e à 40e |
| Classement général | 400 | 320 | 260 | 220 | 180 | 140 | 120 | 100 | 80 | 68  | 56  | 48  | 40  | 32  | 28  | 24        | 16        | 8         |

| Classement par points | Classement par points | Classement par points | Classement par points | Classement par points |
| Coureuse              | Coureuse              | Pays                  | Équipe                | Points                |
| --------------------- | --------------------- | --------------------- | --------------------- | --------------------- |
| 1re                   | Demi Vollering        | Pays-Bas              | SD Worx               | 1944 pts              |
| 2e                    | Lotte Kopecky         | Belgique              | SD Worx               | 1560 pts              |
| 3e                    | Elisa Longo Borghini  | Italie                | Trek-Segafredo        | 1172 pts              |
| 4e                    | Lorena Wiebes         | Pays-Bas              | SD Worx               | 1164 pts              |
| 5e                    | Pfeiffer Georgi       | Royaume-Uni           | Team DSM              | 1022 pts              |
| 6e                    | Elisa Balsamo         | Italie                | Trek-Segafredo        | 876 pts               |
| 7e                    | Shirin van Anrooij    | Pays-Bas              | Trek-Segafredo        | 832 pts               |
| 8e                    | Silvia Persico        | Italie                | UAE Team ADQ          | 830 pts               |
| 9e                    | Marlen Reusser        | Suisse                | SD Worx               | 812 pts               |
| 10e                   | Amanda Spratt         | Australie             | Trek-Segafredo        | 778 pts               |

| Classement par points | Classement par points | Classement par points | Classement par points | Classement par points |
| Coureuse              | Coureuse              | Pays                  | Équipe                | Points                |
| --------------------- | --------------------- | --------------------- | --------------------- | --------------------- |
| 1re                   | Demi Vollering        | Pays-Bas              | SD Worx               | 1944 pts              |
| 2e                    | Lotte Kopecky         | Belgique              | SD Worx               | 1560 pts              |
| 3e                    | Elisa Longo Borghini  | Italie                | Trek-Segafredo        | 1172 pts              |
| 4e                    | Lorena Wiebes         | Pays-Bas              | SD Worx               | 1164 pts              |
| 5e                    | Pfeiffer Georgi       | Royaume-Uni           | Team DSM              | 1022 pts              |
| 6e                    | Elisa Balsamo         | Italie                | Trek-Segafredo        | 876 pts               |
| 7e                    | Shirin van Anrooij    | Pays-Bas              | Trek-Segafredo        | 832 pts               |
| 8e                    | Silvia Persico        | Italie                | UAE Team ADQ          | 830 pts               |
| 9e                    | Marlen Reusser        | Suisse                | SD Worx               | 812 pts               |
| 10e                   | Amanda Spratt         | Australie             | Trek-Segafredo        | 778 pts               |

| Classement du meilleur jeune | Classement du meilleur jeune | Classement du meilleur jeune | Classement du meilleur jeune | Classement du meilleur jeune |
| Coureuse                     | Coureuse                     | Pays                         | Équipe                       | Points                       |
| ---------------------------- | ---------------------------- | ---------------------------- | ---------------------------- | ---------------------------- |
| 1re                          | Shirin van Anrooij           | Pays-Bas                     | Trek-Segafredo               | 28 pts                       |
| 2e                           | Maike van der Duin           | Pays-Bas                     | Canyon-SRAM Racing           | 22 pts                       |
| 3e                           | Gaia Realini                 | Italie                       | Trek-Segafredo               | 20 pts                       |

| Classement du meilleur jeune | Classement du meilleur jeune | Classement du meilleur jeune | Classement du meilleur jeune | Classement du meilleur jeune |
| Coureuse                     | Coureuse                     | Pays                         | Équipe                       | Points                       |
| ---------------------------- | ---------------------------- | ---------------------------- | ---------------------------- | ---------------------------- |
| 1re                          | Shirin van Anrooij           | Pays-Bas                     | Trek-Segafredo               | 28 pts                       |
| 2e                           | Maike van der Duin           | Pays-Bas                     | Canyon-SRAM Racing           | 22 pts                       |
| 3e                           | Gaia Realini                 | Italie                       | Trek-Segafredo               | 20 pts                       |

| Classement par équipes aux points | Classement par équipes aux points | Classement par équipes aux points | Classement par équipes aux points |
| Équipe                            | Équipe                            | Pays                              | Points                            |
| --------------------------------- | --------------------------------- | --------------------------------- | --------------------------------- |
| 1re                               | SD Worx                           | Pays-Bas                          | 6139 pts                          |
| 2e                                | Trek-Segafredo                    | États-Unis                        | 4768 pts                          |
| 3e                                | Canyon-SRAM Racing                | Allemagne                         | 3290 pts                          |
| 4e                                | FDJ-Suez                          | France                            | 2905 pts                          |
| 5e                                | Team DSM                          | Pays-Bas                          | 2375 pts                          |
| 6e                                | UAE Team ADQ                      | Émirats arabes unis               | 2024 pts                          |
| 7e                                | Movistar Team                     | Espagne                           | 1985 pts                          |
| 8e                                | Fenix-Deceuninck                  | Belgique                          | 1386 pts                          |
| 9e                                | EF Education-TIBCO-SVB            | États-Unis                        | 1352 pts                          |
| 10e                               | Team Jumbo-Visma                  | Pays-Bas                          | 1348 pts                          |

| Classement par équipes aux points | Classement par équipes aux points | Classement par équipes aux points | Classement par équipes aux points |
| Équipe                            | Équipe                            | Pays                              | Points                            |
| --------------------------------- | --------------------------------- | --------------------------------- | --------------------------------- |
| 1re                               | SD Worx                           | Pays-Bas                          | 6139 pts                          |
| 2e                                | Trek-Segafredo                    | États-Unis                        | 4768 pts                          |
| 3e                                | Canyon-SRAM Racing                | Allemagne                         | 3290 pts                          |
| 4e                                | FDJ-Suez                          | France                            | 2905 pts                          |
| 5e                                | Team DSM                          | Pays-Bas                          | 2375 pts                          |
| 6e                                | UAE Team ADQ                      | Émirats arabes unis               | 2024 pts                          |
| 7e                                | Movistar Team                     | Espagne                           | 1985 pts                          |
| 8e                                | Fenix-Deceuninck                  | Belgique                          | 1386 pts                          |
| 9e                                | EF Education-TIBCO-SVB            | États-Unis                        | 1352 pts                          |
| 10e                               | Team Jumbo-Visma                  | Pays-Bas                          | 1348 pts                          |

## Liste des participantes
| Légende | Légende                                                                    | Légende | Légende                                                    |
| ------- | -------------------------------------------------------------------------- | ------- | ---------------------------------------------------------- |
| Num     | Dossard de départ porté par le coureur sur ce Liège-Bastogne-Liège         | Pos     | Position à l'arrivée de la course                          |
|         | Indique un maillot de champion national ou mondial, suivi de sa spécialité | NP      | Indique un coureur qui n'a pas pris le départ de la course |
| AB      | Indique un coureur qui n'a pas terminé la course                           | HD      | Indique un coureur qui a terminé la course hors des délais |

| Movistar Team MOV | Movistar Team MOV                  | Movistar Team MOV |
| ----------------- | ---------------------------------- | ----------------- |
| Num               | Coureuse                           | Pos               |
| 1                 | Annemiek van Vleuten (NED) (route) | 6e                |
| 2                 | Jelena Erić (SRB) (route)          | 72e               |
| 3                 | Liane Lippert (GER) (route)        | 8e                |
| 4                 | Floortje Mackaij (NED)             | 61e               |
| 5                 | Paula Patiño (COL)                 | 66e               |
| 6                 | Arlenis Sierra (CUB) (route)       | 69e               |

| FDJ-Suez FST | FDJ-Suez FST                        | FDJ-Suez FST |
| ------------ | ----------------------------------- | ------------ |
| Num          | Coureuse                            | Pos          |
| 11           | Grace Brown (AUS)                   | 46e          |
| 12           | Stine Borgli (NOR)                  | 88e          |
| 13           | Marta Cavalli (ITA)                 | 23e          |
| 14           | Victorie Guilman (FRA)              | 86e          |
| 15           | Cecilie Uttrup Ludwig (DEN) (route) | 30e          |
| 16           | Évita Muzic (FRA)                   | 17e          |

| SD Worx SDW | SD Worx SDW                     | SD Worx SDW |
| ----------- | ------------------------------- | ----------- |
| Num         | Coureuse                        | Pos         |
| 21          | Demi Vollering (NED)            | 1re         |
| 22          | Mischa Bredewold (NED)          | 45e         |
| 23          | Elena Cecchini (ITA)            | AB          |
| 24          | Niamh Fisher-Black (NZL)        | 10e         |
| 25          | Christine Majerus (LUX) (route) | 90e         |
| 26          | Marlen Reusser (SUI)            | 3e          |

| AG Insurance-Soudal Quick-Step AGS | AG Insurance-Soudal Quick-Step AGS | AG Insurance-Soudal Quick-Step AGS |
| ---------------------------------- | ---------------------------------- | ---------------------------------- |
| Num                                | Coureuse                           | Pos                                |
| 31                                 | Ashleigh Moolman (RSA)             | 19e                                |
| 32                                 | Mireia Benito (ESP)                | 82e                                |
| 33                                 | Justine Ghekiere (BEL)             | 25e                                |
| 34                                 | Anya Louw (AUS)                    | AB                                 |
| 35                                 | Gaia Masetti (ITA)                 | 80e                                |
| 36                                 | Ally Wollaston (NZL) (route)       | 83e                                |

| Lotto Dstny Ladies LDL | Lotto Dstny Ladies LDL     | Lotto Dstny Ladies LDL |
| ---------------------- | -------------------------- | ---------------------- |
| Num                    | Coureuse                   | Pos                    |
| 41                     | Mijntje Geurts (NED)       | 57e                    |
| 42                     | Fauve Bastiaenssen (BEL)   | AB                     |
| 43                     | Esmée Gielkens (BEL)       | AB                     |
| 44                     | Mette Egtoft Jensen        | NP                     |
| 45                     | Marla Sigmund (GER)        | NP                     |
| 46                     | Quinty van de Guchte (NED) | 75e                    |

| Trek-Segafredo TFS | Trek-Segafredo TFS         | Trek-Segafredo TFS |
| ------------------ | -------------------------- | ------------------ |
| Num                | Coureuse                   | Pos                |
| 51                 | Lizzie Deignan (GBR)       | 63e                |
| 52                 | Lucinda Brand (NED)        | 62e                |
| 53                 | Elisa Longo Borghini (ITA) | 2e                 |
| 54                 | Gaia Realini (ITA)         | 7e                 |
| 55                 | Amanda Spratt (AUS)        | 24e                |
| 56                 | Shirin van Anrooij (NED)   | 15e                |

| Canyon-SRAM Racing CSR | Canyon-SRAM Racing CSR     | Canyon-SRAM Racing CSR |
| ---------------------- | -------------------------- | ---------------------- |
| Num                    | Coureuse                   | Pos                    |
| 61                     | Katarzyna Niewiadoma (POL) | 11e                    |
| 62                     | Ricarda Bauernfeind (GER)  | 21e                    |
| 63                     | Elise Chabbey (SUI)        | 5e                     |
| 64                     | Soraya Paladin (ITA)       | 9e                     |
| 65                     | Pauliena Rooijakkers (NED) | 29e                    |
| 66                     | Alice Towers (GBR) (route) | 78e                    |

| Team DSM DSM | Team DSM DSM           | Team DSM DSM |
| ------------ | ---------------------- | ------------ |
| Num          | Coureuse               | Pos          |
| 71           | Juliette Labous (FRA)  | 13e          |
| 72           | Francesca Barale (ITA) | 91e          |
| 73           | Léa Curinier (FRA)     | AB           |
| 74           | Pfeiffer Georgi (GBR)  | 37e          |
| 75           | Esmée Peperkamp (NED)  | 44e          |
| 76           | Becky Storrie (GBR)    | 55e          |

| Liv Racing TeqFind LIV | Liv Racing TeqFind LIV    | Liv Racing TeqFind LIV |
| ---------------------- | ------------------------- | ---------------------- |
| Num                    | Coureuse                  | Pos                    |
| 81                     | Mavi García (ESP) (route) | 20e                    |
| 82                     | Caroline Andersson (SWE)  | 53e                    |
| 83                     | Valerie Demey (BEL)       | AB                     |
| 84                     | Jeanne Korevaar (NED)     | AB                     |
| 85                     | Sabrina Stultiens (NED)   | NP                     |
| 86                     | Quinty Ton (NED)          | 34e                    |

| UAE Team ADQ UAD | UAE Team ADQ UAD       | UAE Team ADQ UAD |
| ---------------- | ---------------------- | ---------------- |
| Num              | Coureuse               | Pos              |
| 91               | Silvia Persico (ITA)   | 42e              |
| 92               | Alena Amialiusik (BLR) | 41e              |
| 93               | Olivia Baril (CAN)     | 65e              |
| 94               | Mikayla Harvey (NZL)   | AB               |
| 95               | Alena Ivanchenko (RUS) | 43e              |
| 96               | Erica Magnaldi (ITA)   | 14e              |

| Uno-X Pro Cycling Team UXT | Uno-X Pro Cycling Team UXT  | Uno-X Pro Cycling Team UXT |
| -------------------------- | --------------------------- | -------------------------- |
| Num                        | Coureuse                    | Pos                        |
| 101                        | Anouska Koster (NED)        | 35e                        |
| 102                        | Elinor Barker (GBR)         | AB                         |
| 103                        | Marte Berg Edseth (NOR)     | AB                         |
| 104                        | Hannah Ludwig (GER)         | 92e                        |
| 105                        | Wilma Olausson (SWE)        | AB                         |
| 106                        | Mie Bjørndal Ottestad (NOR) | 38e                        |

| Team Jayco AlUla BEX | Team Jayco AlUla BEX      | Team Jayco AlUla BEX |
| -------------------- | ------------------------- | -------------------- |
| Num                  | Coureuse                  | Pos                  |
| 111                  | Ane Santesteban (ESP)     | 12e                  |
| 112                  | Kristen Faulkner (USA)    | 68e                  |
| 113                  | Ingvild Gåskjenn (NOR)    | 36e                  |
| 114                  | Alexandra Manly (AUS)     | AB                   |
| 115                  | Ruby Roseman-Gannon (AUS) | AB                   |
| 116                  | Urška Žigart (SLO)        | 64e                  |

| Fenix-Deceuninck FED | Fenix-Deceuninck FED       | Fenix-Deceuninck FED |
| -------------------- | -------------------------- | -------------------- |
| Num                  | Coureuse                   | Pos                  |
| 121                  | Yara Kastelijn (NED)       | 18e                  |
| 122                  | Greta Marturano (ITA)      | 87e                  |
| 123                  | Petra Stiasny (SUI)        | 94e                  |
| 124                  | Inge van der Heijden (NED) | AB                   |
| 125                  | Julie Van de Velde (BEL)   | 26e                  |
| 126                  | Sophie Wright (GBR)        | AB                   |

| Team Jumbo-Visma TJV | Team Jumbo-Visma TJV          | Team Jumbo-Visma TJV |
| -------------------- | ----------------------------- | -------------------- |
| Num                  | Coureuse                      | Pos                  |
| 131                  | Anna Henderson (GBR)          | 31e                  |
| 132                  | Kim Cadzow (NZL)              | 39e                  |
| 133                  | Amber Kraak (NED)             | 22e                  |
| 134                  | Riejanne Markus (NED) (route) | 4e                   |
| 135                  | Karlijn Swinkels (NED)        | 47e                  |
| 136                  | Eva van Agt (NED)             | 32e                  |

| EF Education-TIBCO-SVB TIB | EF Education-TIBCO-SVB TIB    | EF Education-TIBCO-SVB TIB |
| -------------------------- | ----------------------------- | -------------------------- |
| Num                        | Coureuse                      | Pos                        |
| 141                        | Kristabel Doebel-Hickok (USA) | AB                         |
| 142                        | Veronica Ewers (USA)          | 27e                        |
| 143                        | Kathrin Hammes (GER)          | 84e                        |
| 144                        | Sara Poidevin (CAN)           | AB                         |
| 145                        | Magdeleine Vallieres (CAN)    | 71e                        |
| 146                        | Georgia Williams (NZL)        | 54e                        |

| Cofidis COF | Cofidis COF                   | Cofidis COF |
| ----------- | ----------------------------- | ----------- |
| Num         | Coureuse                      | Pos         |
| 151         | Clara Koppenburg (GER)        | 28e         |
| 152         | Flavie Boulais (FRA)          | 81e         |
| 153         | Morgane Coston (FRA)          | 52e         |
| 154         | Séverine Eraud (FRA)          | AB          |
| 155         | Rachel Neylan (AUS)           | 79e         |
| 156         | Gabrielle Pilote Fortin (CAN) | AB          |

| Human Powered Health HPW | Human Powered Health HPW         | Human Powered Health HPW |
| ------------------------ | -------------------------------- | ------------------------ |
| Num                      | Coureuse                         | Pos                      |
| 161                      | Nina Buysman (NED)               | 60e                      |
| 162                      | Henrietta Christie (NZL)         | NP                       |
| 163                      | Ántri Christofórou (CYP) (route) | 89e                      |
| 164                      | Makayla MacPherson (USA)         | AB                       |
| 165                      | Marit Raaijmakers (NED)          | 58e                      |
| 166                      | Eri Yonamine (JPN)               | 95e                      |

| Israel-Premier Tech Roland CGS | Israel-Premier Tech Roland CGS | Israel-Premier Tech Roland CGS |
| ------------------------------ | ------------------------------ | ------------------------------ |
| Num                            | Coureuse                       | Pos                            |
| 171                            | Claire Steels (GBR)            | AB                             |
| 172                            | Tamara Dronova (RUS) (route)   | AB                             |
| 173                            | Anna Kiesenhofer (AUT)         | 56e                            |
| 174                            | Elena Pirrone (ITA)            | AB                             |
| 175                            | Elizabeth Stannard (AUS)       | AB                             |

| Parkhotel Valkenburg PHV | Parkhotel Valkenburg PHV   | Parkhotel Valkenburg PHV |
| ------------------------ | -------------------------- | ------------------------ |
| Num                      | Coureuse                   | Pos                      |
| 181                      | Femke Gerritse (NED)       | 73e                      |
| 182                      | Nicole Frain (AUS) (route) | AB                       |
| 183                      | Pien Limpens (NED)         | AB                       |
| 184                      | Laura Molenaar (NED)       | AB                       |
| 185                      | Quinty Schoens (NED)       | 49e                      |

| Lifeplus Wahoo DRP | Lifeplus Wahoo DRP       | Lifeplus Wahoo DRP |
| ------------------ | ------------------------ | ------------------ |
| Num                | Coureuse                 | Pos                |
| 191                | Ella Harris (NZL)        | 48e                |
| 192                | Maria Novolodskaya (RUS) | AB                 |
| 193                | Kate Richardson (GBR)    | AB                 |
| 194                | Karin Söderqvist (SWE)   | 85e                |
| 195                | Margaux Vigié (FRA)      | NP                 |
| 196                | Ella Wyllie (NZL)        | 40e                |

| Coop-Hitec Products HPU | Coop-Hitec Products HPU       | Coop-Hitec Products HPU |
| ----------------------- | ----------------------------- | ----------------------- |
| Num                     | Coureuse                      | Pos                     |
| 201                     | Sigrid Ytterhus Haugset (NOR) | 70e                     |
| 202                     | Stine Dale (NOR)              | 93e                     |
| 203                     | India Grangier (FRA)          | AB                      |
| 204                     | Tiril Jørgensen (NOR)         | 77e                     |
| 205                     | Josie Nelson (GBR)            | AB                      |

| Duolar-Chevalmeire DCH | Duolar-Chevalmeire DCH | Duolar-Chevalmeire DCH |
| ---------------------- | ---------------------- | ---------------------- |
| Num                    | Coureuse               | Pos                    |
| 211                    | Olha Kulynych (UKR)    | 59e                    |
| 212                    | Jana Dobbelaere (BEL)  | AB                     |
| 213                    | Tara Gins (BEL)        | AB                     |
| 214                    | Andrea Martinez (MEX)  | AB                     |
| 215                    | Lotte Popelier (BEL)   | AB                     |

| Ceratizit-WNT Pro Cycling WNT | Ceratizit-WNT Pro Cycling WNT | Ceratizit-WNT Pro Cycling WNT |
| ----------------------------- | ----------------------------- | ----------------------------- |
| Num                           | Coureuse                      | Pos                           |
| 221                           | Cédrine Kerbaol (FRA)         | 16e                           |
| 222                           | Alice Maria Arzuffi (ITA)     | 50e                           |
| 223                           | Laura Asencio (FRA)           | AB                            |
| 224                           | Nina Berton (LUX)             | 51e                           |
| 225                           | Lana Eberle (GER)             | AB                            |
| 226                           | Marta Lach (POL)              | 74e                           |

| Arkéa Pro Cycling Team ARK | Arkéa Pro Cycling Team ARK    | Arkéa Pro Cycling Team ARK |
| -------------------------- | ----------------------------- | -------------------------- |
| Num                        | Coureuse                      | Pos                        |
| 231                        | Megan Armitage (IRL)          | 33e                        |
| 232                        | Maaike Coljé (NED)            | 76e                        |
| 233                        | Clara Emond (CAN)             | 67e                        |
| 234                        | Amandine Fouquenet (FRA)      | AB                         |
| 235                        | Marie-Morgane Le Deunff (FRA) | AB                         |
| 236                        | Anaïs Morichon (FRA)          | AB                         |

| Movistar Team MOV | Movistar Team MOV                  | Movistar Team MOV |
| ----------------- | ---------------------------------- | ----------------- |
| Num               | Coureuse                           | Pos               |
| 1                 | Annemiek van Vleuten (NED) (route) | 6e                |
| 2                 | Jelena Erić (SRB) (route)          | 72e               |
| 3                 | Liane Lippert (GER) (route)        | 8e                |
| 4                 | Floortje Mackaij (NED)             | 61e               |
| 5                 | Paula Patiño (COL)                 | 66e               |
| 6                 | Arlenis Sierra (CUB) (route)       | 69e               |

| FDJ-Suez FST | FDJ-Suez FST                        | FDJ-Suez FST |
| ------------ | ----------------------------------- | ------------ |
| Num          | Coureuse                            | Pos          |
| 11           | Grace Brown (AUS)                   | 46e          |
| 12           | Stine Borgli (NOR)                  | 88e          |
| 13           | Marta Cavalli (ITA)                 | 23e          |
| 14           | Victorie Guilman (FRA)              | 86e          |
| 15           | Cecilie Uttrup Ludwig (DEN) (route) | 30e          |
| 16           | Évita Muzic (FRA)                   | 17e          |

| SD Worx SDW | SD Worx SDW                     | SD Worx SDW |
| ----------- | ------------------------------- | ----------- |
| Num         | Coureuse                        | Pos         |
| 21          | Demi Vollering (NED)            | 1re         |
| 22          | Mischa Bredewold (NED)          | 45e         |
| 23          | Elena Cecchini (ITA)            | AB          |
| 24          | Niamh Fisher-Black (NZL)        | 10e         |
| 25          | Christine Majerus (LUX) (route) | 90e         |
| 26          | Marlen Reusser (SUI)            | 3e          |

| AG Insurance-Soudal Quick-Step AGS | AG Insurance-Soudal Quick-Step AGS | AG Insurance-Soudal Quick-Step AGS |
| ---------------------------------- | ---------------------------------- | ---------------------------------- |
| Num                                | Coureuse                           | Pos                                |
| 31                                 | Ashleigh Moolman (RSA)             | 19e                                |
| 32                                 | Mireia Benito (ESP)                | 82e                                |
| 33                                 | Justine Ghekiere (BEL)             | 25e                                |
| 34                                 | Anya Louw (AUS)                    | AB                                 |
| 35                                 | Gaia Masetti (ITA)                 | 80e                                |
| 36                                 | Ally Wollaston (NZL) (route)       | 83e                                |

| Lotto Dstny Ladies LDL | Lotto Dstny Ladies LDL     | Lotto Dstny Ladies LDL |
| ---------------------- | -------------------------- | ---------------------- |
| Num                    | Coureuse                   | Pos                    |
| 41                     | Mijntje Geurts (NED)       | 57e                    |
| 42                     | Fauve Bastiaenssen (BEL)   | AB                     |
| 43                     | Esmée Gielkens (BEL)       | AB                     |
| 44                     | Mette Egtoft Jensen        | NP                     |
| 45                     | Marla Sigmund (GER)        | NP                     |
| 46                     | Quinty van de Guchte (NED) | 75e                    |

| Trek-Segafredo TFS | Trek-Segafredo TFS         | Trek-Segafredo TFS |
| ------------------ | -------------------------- | ------------------ |
| Num                | Coureuse                   | Pos                |
| 51                 | Lizzie Deignan (GBR)       | 63e                |
| 52                 | Lucinda Brand (NED)        | 62e                |
| 53                 | Elisa Longo Borghini (ITA) | 2e                 |
| 54                 | Gaia Realini (ITA)         | 7e                 |
| 55                 | Amanda Spratt (AUS)        | 24e                |
| 56                 | Shirin van Anrooij (NED)   | 15e                |

| Canyon-SRAM Racing CSR | Canyon-SRAM Racing CSR     | Canyon-SRAM Racing CSR |
| ---------------------- | -------------------------- | ---------------------- |
| Num                    | Coureuse                   | Pos                    |
| 61                     | Katarzyna Niewiadoma (POL) | 11e                    |
| 62                     | Ricarda Bauernfeind (GER)  | 21e                    |
| 63                     | Elise Chabbey (SUI)        | 5e                     |
| 64                     | Soraya Paladin (ITA)       | 9e                     |
| 65                     | Pauliena Rooijakkers (NED) | 29e                    |
| 66                     | Alice Towers (GBR) (route) | 78e                    |

| Team DSM DSM | Team DSM DSM           | Team DSM DSM |
| ------------ | ---------------------- | ------------ |
| Num          | Coureuse               | Pos          |
| 71           | Juliette Labous (FRA)  | 13e          |
| 72           | Francesca Barale (ITA) | 91e          |
| 73           | Léa Curinier (FRA)     | AB           |
| 74           | Pfeiffer Georgi (GBR)  | 37e          |
| 75           | Esmée Peperkamp (NED)  | 44e          |
| 76           | Becky Storrie (GBR)    | 55e          |

| Liv Racing TeqFind LIV | Liv Racing TeqFind LIV    | Liv Racing TeqFind LIV |
| ---------------------- | ------------------------- | ---------------------- |
| Num                    | Coureuse                  | Pos                    |
| 81                     | Mavi García (ESP) (route) | 20e                    |
| 82                     | Caroline Andersson (SWE)  | 53e                    |
| 83                     | Valerie Demey (BEL)       | AB                     |
| 84                     | Jeanne Korevaar (NED)     | AB                     |
| 85                     | Sabrina Stultiens (NED)   | NP                     |
| 86                     | Quinty Ton (NED)          | 34e                    |

| UAE Team ADQ UAD | UAE Team ADQ UAD       | UAE Team ADQ UAD |
| ---------------- | ---------------------- | ---------------- |
| Num              | Coureuse               | Pos              |
| 91               | Silvia Persico (ITA)   | 42e              |
| 92               | Alena Amialiusik (BLR) | 41e              |
| 93               | Olivia Baril (CAN)     | 65e              |
| 94               | Mikayla Harvey (NZL)   | AB               |
| 95               | Alena Ivanchenko (RUS) | 43e              |
| 96               | Erica Magnaldi (ITA)   | 14e              |

| Uno-X Pro Cycling Team UXT | Uno-X Pro Cycling Team UXT  | Uno-X Pro Cycling Team UXT |
| -------------------------- | --------------------------- | -------------------------- |
| Num                        | Coureuse                    | Pos                        |
| 101                        | Anouska Koster (NED)        | 35e                        |
| 102                        | Elinor Barker (GBR)         | AB                         |
| 103                        | Marte Berg Edseth (NOR)     | AB                         |
| 104                        | Hannah Ludwig (GER)         | 92e                        |
| 105                        | Wilma Olausson (SWE)        | AB                         |
| 106                        | Mie Bjørndal Ottestad (NOR) | 38e                        |

| Team Jayco AlUla BEX | Team Jayco AlUla BEX      | Team Jayco AlUla BEX |
| -------------------- | ------------------------- | -------------------- |
| Num                  | Coureuse                  | Pos                  |
| 111                  | Ane Santesteban (ESP)     | 12e                  |
| 112                  | Kristen Faulkner (USA)    | 68e                  |
| 113                  | Ingvild Gåskjenn (NOR)    | 36e                  |
| 114                  | Alexandra Manly (AUS)     | AB                   |
| 115                  | Ruby Roseman-Gannon (AUS) | AB                   |
| 116                  | Urška Žigart (SLO)        | 64e                  |

| Fenix-Deceuninck FED | Fenix-Deceuninck FED       | Fenix-Deceuninck FED |
| -------------------- | -------------------------- | -------------------- |
| Num                  | Coureuse                   | Pos                  |
| 121                  | Yara Kastelijn (NED)       | 18e                  |
| 122                  | Greta Marturano (ITA)      | 87e                  |
| 123                  | Petra Stiasny (SUI)        | 94e                  |
| 124                  | Inge van der Heijden (NED) | AB                   |
| 125                  | Julie Van de Velde (BEL)   | 26e                  |
| 126                  | Sophie Wright (GBR)        | AB                   |

| Team Jumbo-Visma TJV | Team Jumbo-Visma TJV          | Team Jumbo-Visma TJV |
| -------------------- | ----------------------------- | -------------------- |
| Num                  | Coureuse                      | Pos                  |
| 131                  | Anna Henderson (GBR)          | 31e                  |
| 132                  | Kim Cadzow (NZL)              | 39e                  |
| 133                  | Amber Kraak (NED)             | 22e                  |
| 134                  | Riejanne Markus (NED) (route) | 4e                   |
| 135                  | Karlijn Swinkels (NED)        | 47e                  |
| 136                  | Eva van Agt (NED)             | 32e                  |

| EF Education-TIBCO-SVB TIB | EF Education-TIBCO-SVB TIB    | EF Education-TIBCO-SVB TIB |
| -------------------------- | ----------------------------- | -------------------------- |
| Num                        | Coureuse                      | Pos                        |
| 141                        | Kristabel Doebel-Hickok (USA) | AB                         |
| 142                        | Veronica Ewers (USA)          | 27e                        |
| 143                        | Kathrin Hammes (GER)          | 84e                        |
| 144                        | Sara Poidevin (CAN)           | AB                         |
| 145                        | Magdeleine Vallieres (CAN)    | 71e                        |
| 146                        | Georgia Williams (NZL)        | 54e                        |

| Cofidis COF | Cofidis COF                   | Cofidis COF |
| ----------- | ----------------------------- | ----------- |
| Num         | Coureuse                      | Pos         |
| 151         | Clara Koppenburg (GER)        | 28e         |
| 152         | Flavie Boulais (FRA)          | 81e         |
| 153         | Morgane Coston (FRA)          | 52e         |
| 154         | Séverine Eraud (FRA)          | AB          |
| 155         | Rachel Neylan (AUS)           | 79e         |
| 156         | Gabrielle Pilote Fortin (CAN) | AB          |

| Human Powered Health HPW | Human Powered Health HPW         | Human Powered Health HPW |
| ------------------------ | -------------------------------- | ------------------------ |
| Num                      | Coureuse                         | Pos                      |
| 161                      | Nina Buysman (NED)               | 60e                      |
| 162                      | Henrietta Christie (NZL)         | NP                       |
| 163                      | Ántri Christofórou (CYP) (route) | 89e                      |
| 164                      | Makayla MacPherson (USA)         | AB                       |
| 165                      | Marit Raaijmakers (NED)          | 58e                      |
| 166                      | Eri Yonamine (JPN)               | 95e                      |

| Israel-Premier Tech Roland CGS | Israel-Premier Tech Roland CGS | Israel-Premier Tech Roland CGS |
| ------------------------------ | ------------------------------ | ------------------------------ |
| Num                            | Coureuse                       | Pos                            |
| 171                            | Claire Steels (GBR)            | AB                             |
| 172                            | Tamara Dronova (RUS) (route)   | AB                             |
| 173                            | Anna Kiesenhofer (AUT)         | 56e                            |
| 174                            | Elena Pirrone (ITA)            | AB                             |
| 175                            | Elizabeth Stannard (AUS)       | AB                             |

| Parkhotel Valkenburg PHV | Parkhotel Valkenburg PHV   | Parkhotel Valkenburg PHV |
| ------------------------ | -------------------------- | ------------------------ |
| Num                      | Coureuse                   | Pos                      |
| 181                      | Femke Gerritse (NED)       | 73e                      |
| 182                      | Nicole Frain (AUS) (route) | AB                       |
| 183                      | Pien Limpens (NED)         | AB                       |
| 184                      | Laura Molenaar (NED)       | AB                       |
| 185                      | Quinty Schoens (NED)       | 49e                      |

| Lifeplus Wahoo DRP | Lifeplus Wahoo DRP       | Lifeplus Wahoo DRP |
| ------------------ | ------------------------ | ------------------ |
| Num                | Coureuse                 | Pos                |
| 191                | Ella Harris (NZL)        | 48e                |
| 192                | Maria Novolodskaya (RUS) | AB                 |
| 193                | Kate Richardson (GBR)    | AB                 |
| 194                | Karin Söderqvist (SWE)   | 85e                |
| 195                | Margaux Vigié (FRA)      | NP                 |
| 196                | Ella Wyllie (NZL)        | 40e                |

| Coop-Hitec Products HPU | Coop-Hitec Products HPU       | Coop-Hitec Products HPU |
| ----------------------- | ----------------------------- | ----------------------- |
| Num                     | Coureuse                      | Pos                     |
| 201                     | Sigrid Ytterhus Haugset (NOR) | 70e                     |
| 202                     | Stine Dale (NOR)              | 93e                     |
| 203                     | India Grangier (FRA)          | AB                      |
| 204                     | Tiril Jørgensen (NOR)         | 77e                     |
| 205                     | Josie Nelson (GBR)            | AB                      |

| Duolar-Chevalmeire DCH | Duolar-Chevalmeire DCH | Duolar-Chevalmeire DCH |
| ---------------------- | ---------------------- | ---------------------- |
| Num                    | Coureuse               | Pos                    |
| 211                    | Olha Kulynych (UKR)    | 59e                    |
| 212                    | Jana Dobbelaere (BEL)  | AB                     |
| 213                    | Tara Gins (BEL)        | AB                     |
| 214                    | Andrea Martinez (MEX)  | AB                     |
| 215                    | Lotte Popelier (BEL)   | AB                     |

| Ceratizit-WNT Pro Cycling WNT | Ceratizit-WNT Pro Cycling WNT | Ceratizit-WNT Pro Cycling WNT |
| ----------------------------- | ----------------------------- | ----------------------------- |
| Num                           | Coureuse                      | Pos                           |
| 221                           | Cédrine Kerbaol (FRA)         | 16e                           |
| 222                           | Alice Maria Arzuffi (ITA)     | 50e                           |
| 223                           | Laura Asencio (FRA)           | AB                            |
| 224                           | Nina Berton (LUX)             | 51e                           |
| 225                           | Lana Eberle (GER)             | AB                            |
| 226                           | Marta Lach (POL)              | 74e                           |

| Arkéa Pro Cycling Team ARK | Arkéa Pro Cycling Team ARK    | Arkéa Pro Cycling Team ARK |
| -------------------------- | ----------------------------- | -------------------------- |
| Num                        | Coureuse                      | Pos                        |
| 231                        | Megan Armitage (IRL)          | 33e                        |
| 232                        | Maaike Coljé (NED)            | 76e                        |
| 233                        | Clara Emond (CAN)             | 67e                        |
| 234                        | Amandine Fouquenet (FRA)      | AB                         |
| 235                        | Marie-Morgane Le Deunff (FRA) | AB                         |
| 236                        | Anaïs Morichon (FRA)          | AB                         |